# Adldorf
Adldorf ist ein Gemeindeteil des Marktes Eichendorf im Landkreis Dingolfing-Landau im bayerischen Regierungsbezirk Niederbayern.

## Lage
Adldorf liegt an der Vils etwas westlich von Eichendorf.

## Geschichte
Das herzogliche Lehen Arlendorf bzw. Arldorf und Adeldorf wurde im Laufe der Jahrhunderte an verschiedene Vasallen verliehen. In der Mitte des 18. Jahrhunderts kam der umfangreiche Gutsbesitz an die Grafen von Tattenbach zu Baumgarten. Nach dem Tod des kurbayerischen Ministers Graf Joseph Ferdinand von Reinstein-Tattenbach im Jahr 1802 erbte der kurbayerischer Kämmerer Graf Heinrich Christian von Tattenbach, als Vertreter der jüngeren Linie, den Besitz.
Als er am 3. Oktober 1821 kinderlos starb, vermachte er Adldorf einschließlich der dortigen seit 1671 vorhandenen, heutigen Graf Arco Brauerei durch letztwillige Verfügung seinem Neffen Maximilian von Arco. 1854 erhielten die Arcos den Namenszusatz auf Valley.
Die 1616 gegründete Expositur Adldorf wurde 1921 zur Pfarrei erhoben und 1963 dem Pfarrverband Eichendorf eingegliedert.
Von 1808 bis zur Gebietsreform in Bayern war Adldorf eine selbstständige Gemeinde. Am 1. Juli 1972 wurde sie in den Markt Eichendorf eingegliedert. An der 1915 eröffneten Bahnstrecke Aufhausen–Kröhstorf hatte Adldorf einen eigenen Bahnhof.

## Sehenswürdigkeiten

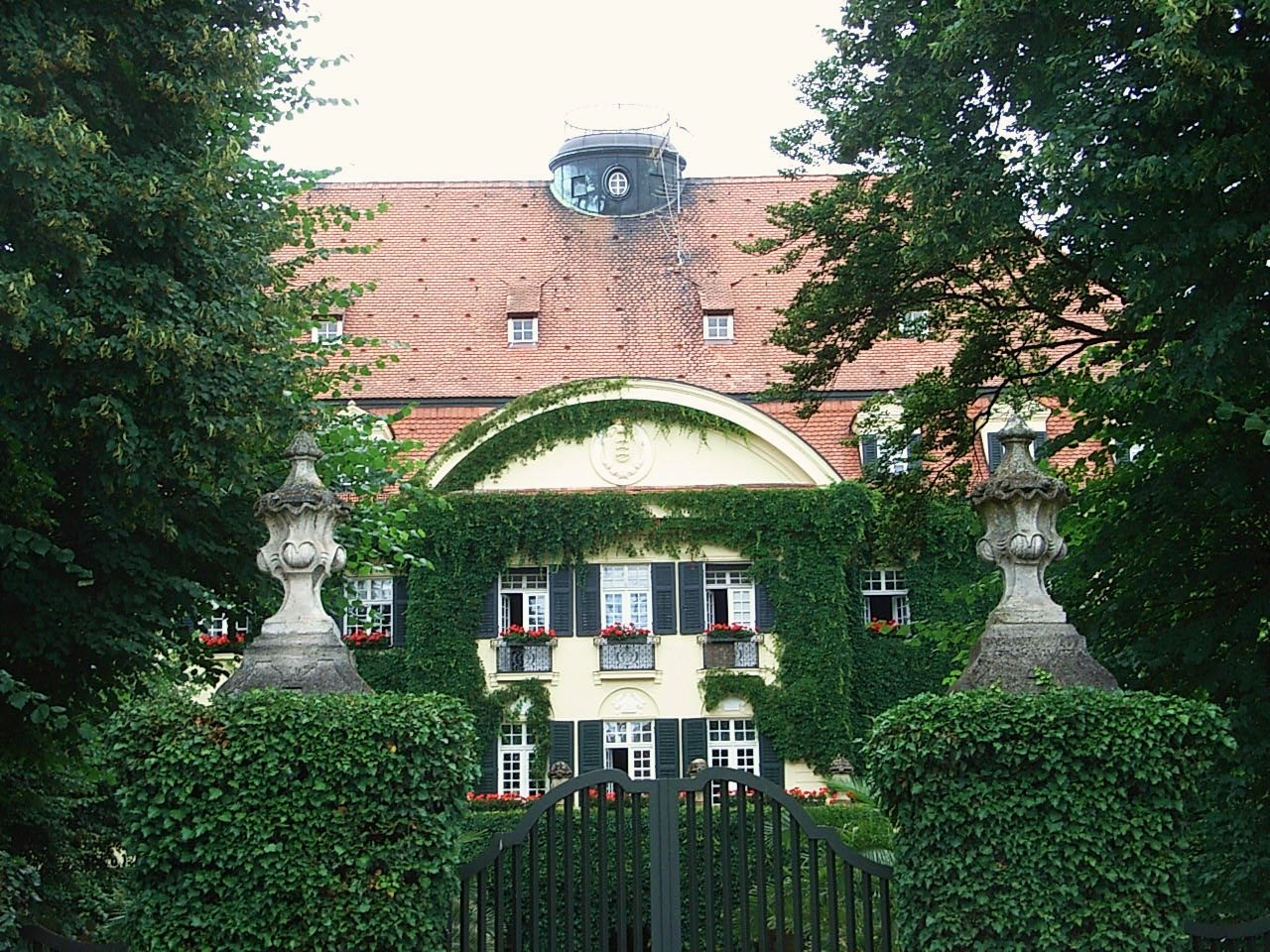
Blick zum Schloss

- Das Schloss Adldorf brannte 1836 und erneut am 31. Dezember 1906 ab. Seine jetzige Gestalt erhielt es beim Wiederaufbau 1907. Es ist bis heute im Besitz der Familie Arco, ebenso wie die Gräfliche Brauerei Arco Valley. An älteren Bauteilen ist nur noch eine Eckturmanlage von 1602 vorhanden. Auf dem Schlossgelände befindet sich des Weiteren eine private Parkanlage, deren Planung Reichsgraf Otto von Arco auf Valley in seiner Tätigkeit als Botaniker beeinflusste.
- Unmittelbar neben dem Schloss befindet sich die 1736/37 von Johann Georg Hirschstötter erbaute Pfarrkirche Maria Unbefleckte Empfängnis. Die dreiachsige Saalkirche hat an der Nordseite eine Nepomukkapelle mit Oratorien und Grabdenkmälern des 15. bis 18. Jahrhunderts. Von dort führt ein Arkadengang zum Schloss. Das Innere der Kirche enthält Frührokokostuckaturen sowie Altäre und eine Kanzel aus Stuckmarmor.
- Der Burgstall bei Burgstall (Eichendorf) befindet sich ungefähr 2100 m südwestlich von Adldorf in dem Ortsteil Burgstall.

## Vereine
- Freiwillige Feuerwehr Adldorf
- Kath. Frauen- u. Mütterverein Adldorf
- BJB Adldorf-Indersbach
- Schützenverein „Freischütz“ Adldorf, gegründet 1881

## Persönlichkeiten
- Hans Kapfinger (1902–1985), Gründer der Passauer Neuen Presse, geboren in Adldorf
- Johannes Baader (1875–1955), Architekt und Schriftsteller, gestorben in Adldorf